# Кача (река, впадает в Чёрное море)
Ка́ча (укр. Кача, крымскотат. Qaçı, Къачы) — река в Крыму. Длина реки — 69 км, площадь водосборного бассейна — 573 км². Среднемноголетний расход воды (у села Суворово) — 1,24 м³/с, что составляет 39 млн м³ в год, уклон реки 8,6 м/км.

## Название
Происхождение названия реки не выяснено; предлагались версии происхождения от древнеиндийского *kaca 'имеющий крутые берега', от тюркского родоплеменного имени либо от армянского слова хач, переводимого как крест, при этом более не встречаемое армянское название никак не объяснялось. Доминиканский монах Джиовани Лукка (в французском написании Жан де Люк), побывавший в Крыму в 1-й половине XVII века, сообщал 2 варианта названия реки: Бие-сула (фр. Beiesula), или Кача (фр. Cacia).

## География
Начинается река на северных склонах Бабуган-Яйлы Главной гряды Крымских гор. Со времён Николая Васильевича Рухлова считается, что Кача образуется слиянием рек Биюк-Узень и Писара (при этом, в работе «Реки и Озёра Крыма», Мачин считался вариантом названия Биюк-Узеня, а сам Мачин называл балка Камбич). Так же описано у А. Н. Олиферова в труде «Реки и Озёра Крыма». Сложнее ситуация в справочнике «Поверхностные водные объекты Крыма»: там Биюк-Узень и Писара левые притоки Качи и оба впадают в 64,0 км от устья. На современных картах отображается ситуация, что Качу образуют Биюк-Узень слева и ручей Мачин справа, на высоте 567 м, а Писара впадает гораздо ниже.
Течёт Кача в общем западном направлении, берега высокие, каменистые, русло широкое, дно почти на всем протяжении галечное. Бо́льшая часть притоков впадает в Качу в её верхнем течении. Во время сильных дождей, а также осенью и зимой Кача может сильно разливаться. Летом в связи с использованием воды на орошение в нижнем течении сток значительно уменьшается. Впадает в Чёрное море у села Орловка.

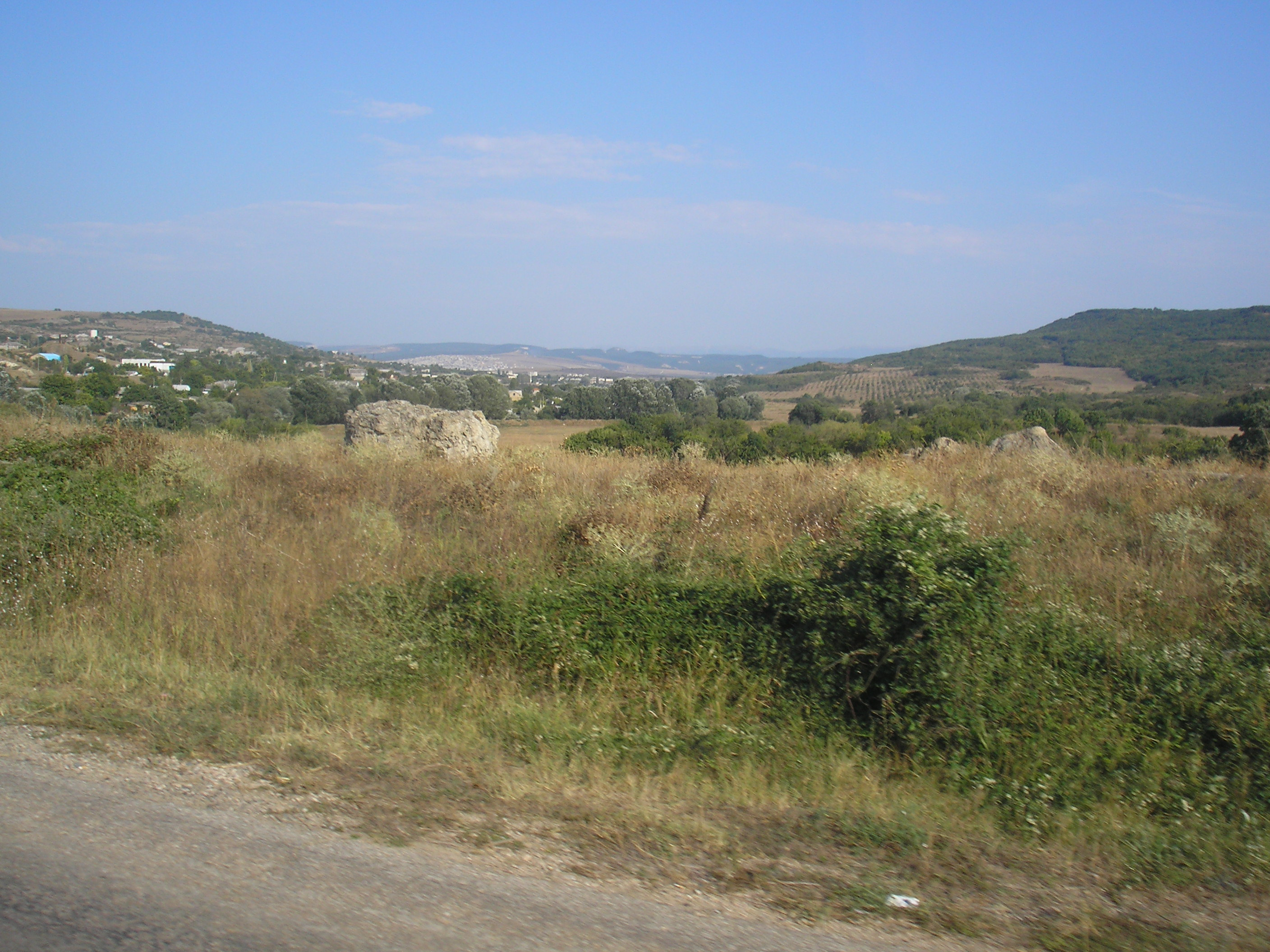
Долина Качи у села Долинное

## Притоки
У реки, согласно справочнику «Поверхностные водные объекты Крыма», 15 притоков, для десяти из них приведены собственные названия (от истока к устью); остальные — безымянные длиной менее 5 километров:
- Биюк-Узень
- Писара
- Донга
- Чуин-Елга
- Каспана
- Стиля
- Окурка
- Марта
- Хору
- Чурук-Су

Кроме них известен вышеупомянутый Мачин, на подробных картах подписаны водоносные овраги Буюк-Дере, Памухмкнын-Дере, Дермен-Дере, Кояс-Джилга, Большой Сарабей, балка Алимова, овраги Бинь-Колен-Дересы, Сары-Дере, Коба-Джилга, балки Зелинская и Канковича, овраги Филов-Дереси, Барак и Иляк и ручей Ургансу — какие из них имелись ввиду в справочнике как малые пока не установлено. Также ранее Кача почти до самого устья подпитывалась многочисленными родниками, иногда довольно многоводными, большинство из которых к нынешнему времени утрачены.
Пересекая Внутреннюю гряду Крымских гор, река Кача образует ущелье с отвесными стенами, так называемый Качинский каньон или Качинские ворота, памятник природы с 1969 года, с 1974 года — геологический заказник.
В верховьях реки находились средневековые монастыри и пещерные города, среди которых наиболее известны Качи-Кальон, Кыз-Кермен, Тепе-Кермен.
От названия реки происходит название посёлка Кача, расположенного в 3 км на север от устья.

## Водохранилища
На реке сооружены два крупных водохранилища — Бахчисарайское (6,89 млн м³), используемое для орошения и Загорское (27,8 млн м³), снабжающее водой Большую Ялту через систему гидротоннелей.